# Habrocestum arabicum
Habrocestum arabicum là một loài nhện trong họ Salticidae.
Loài này thuộc chi Habrocestum. Habrocestum arabicum được Jerzy Prószyński miêu tả năm 1989.